# Acorn Archimedes

Acorn Archimedes は、エイコーン・コンピュータが自社製の32ビットARM RISCCPU を使った最初の汎用ホビーパソコンである。エイコーンが公式には別の名称で呼んでいても、同一アーキテクチャのコンピュータを総称的に Archimedes と呼ぶことがある。

## 概要と歴史

### 初期モデル
最初の機種 300 と 400 シリーズは、1987年6月にリリースされた。400 シリーズには4つの拡張スロットがあり（300 シリーズでは純正品で2スロット、サードパーティで4スロットの拡張が可能だった）、内蔵ハードディスクドライブ用のST-506コントローラがある。どちらのシリーズにも Arthur というOS（後の RISC OS）、BBC BASIC、エイコーンの以前の BBC Micro のエミュレータが同梱されており、本体とディスプレイ、独立したキーボードと3ボタンマウスが付属していた。どの機種にも8チャンネルステレオサウンド機能があり、画面上には256色を表示できた。
当初、メモリ容量の異なる4機種、A305、A310、A410、A440 がリリースされた。その後両シリーズには、マイナーチェンジと改良を加えた機種が多数リリースされた。

### A3000 と A5000
Arthur OS の後継の開発が始まり、当初 Arthur 2 と呼んでいたが、同名のハリウッド映画（en:Arthur 2: On the Rocks、邦題『ミスター・アーサー2』）が公開されたため、RISC OS 2 と改名した。これに対応していくつかの新機種が投入され、1989年には300シリーズが販売停止となり、Acorn A3000 が代替として登場した（400 シリーズは引き続き販売された）。以前の機種はOSを格納したROMを交換することでアップグレード可能であった。
A3000 は 8MHz の ARM 2 を使い、RAM は 1MB 搭載していた。従来機種とは異なり、A3000 の本体は1つで、Amiga 500 や Atari ST のようにキーボードが本体にあった。この形態は机上が広くないと置けないという問題があるが、回路等は従来機種とほぼ同じである。
1991年、A5000 が登場した。新たに 25MHz ARM3 プロセッサを搭載し、2MB から 4MB の RAM を備え、40MB か 80MB のハードディスクドライブを内蔵し、キーボードと本体は分離していた。グラフィックス能力が拡張されており、最大 800×600 まで表示可能である。また、Archimedes として初めて高密度のフロッピーディスクドライブを標準装備した（DOSやアタリのディスクにも対応）。A5000 はその後 33MHz の ARM3 を搭載し、4MB または 8MB の RAM と 80MB または 120MB のハードディスクを内蔵し、OSも新たな版 (RISC OS 3.10) が搭載されるようになった。
A5000 では新たな RISC OS 3.0 が動作した。以前と同様、従来機種はROM交換でアップグレード可能とされた。しかし、一部はさらなる細工が必要で、ARM3 CPU も必要とした。また、サードパーティからは従来機種のグラフィックス機能を A5000 と同等にするアップグレードも提供されていた。

### 新シリーズとノート型
1992年、新たに ARM250 マイクロプロセッサを使った機種が登場した。ARM250 は ARM2 にメモリコントローラとビデオコントローラを集積したチップで、クロック周波数が高いため性能が向上しており、RISC OS 3.10 が動作する。A30x0 シリーズは A3000 と同様にキーボードが本体にあったが、遥かに小型化されていた。A4000 は A5000 とよく似た形状である。A3010 はホビーパソコンを指向した機種で、テレビをディスプレイとして接続でき、ジョイスティックポートを備えていた。A3020 は仕事や教育用途を指向し、2.5インチHDDを内蔵し、ネットワークインタフェースソケットを備えていた。技術的には A4000 と A3020 はほぼ同じだが、HDDのサイズが異なっていて（A4000 では3.5インチ）、外観がかなり異なる。ARM250ベースの機種はいずれも4MBまで拡張でき（A3010 は 2MB だったが、サードパーティが 4MB までの拡張を可能にした）、A3000 にもあった内部拡張スロットを1つ備えていた。
1992年、エイコーンはノート型の A4 をリリースした。A5000 と同様 ARM3 プロセッサを搭載しているが、若干クロック周波数が低く抑えられており、液晶ディスプレイは 640×480 の解像度で15階調のグレイスケール表示が可能である。外部ディスプレイポートを使えば、A5000 と同じ表示が可能であった。マウスの代替となるポインティングデバイスを備えていないため、カーソルキーでマウスカーソルを操作するか、外付けマウスを接続する必要があった。
後継として Acorn A7000 （1995年）がある。名前は Archimedes の機種のようだが、実際にはその後継である Risc PC （1994年）に似ている。ただし、普通の Risc PC とは形状も機能も異なる。

## 機種一覧
| 機種                   | メモリ (RAM)      | ハードディスク容量                              | 発売時期  | イギリスでの価格   | 備考                                                                           |
| ---------------------- | ----------------- | ----------------------------------------------- | --------- | ------------------ | ------------------------------------------------------------------------------ |
| BBC Archimedes 305     | 512 KB (512 KB)   | -                                               | 1987年7月 | £899               | -                                                                              |
| BBC Archimedes 310     | 1 MB (1 MB)       | -                                               | 1987年7月 | £999               | -                                                                              |
| BBC Archimedes 310M    | 1 MB              | -                                               | 1987年7月 | £                  | PCエミュレーションソフトウェアを同梱                                           |
| Acorn Archimedes 410   | 1 MB              | -                                               | 1987年7月 | £1299              | 実際には販売されなかったと思われる（全く出回っていない）                       |
| Acorn Archimedes 440   | 4 MB              | 20 MB                                           | 1987年7月 | £1499              | -                                                                              |
| BBC A3000              | 1 MB              | -                                               | 1989年5月 | £799               | BBCモデルとなった最後の機種                                                    |
| Acorn Archimedes 410/1 | 1 MB              | - （マザーボード上にST506インタフェースがある） | 1989年6月 | £999               | 従来の410のメモリコントローラを改良                                            |
| Acorn Archimedes 420/1 | 2 MB              | 20 MB ST506                                     | 1989年6月 | £1099              | -                                                                              |
| Acorn Archimedes 440/1 | 4 MB              | 40 MB ST506                                     | 1989年6月 | £1299              | 以前の440のメモリコントローラを改良                                            |
| Acorn R140             | 4 MB              | 47 MB ST506                                     | 1989年6月 | £3,500             | RISC iX ワークステーション                                                     |
| Acorn Archimedes 540/1 | 4 MB （最大16MB） | 100 MB SCSI                                     | 1990年6月 | £2499              | ARM3 プロセッサ                                                                |
| Acorn R225             | 4 MB              | -                                               | 1990年7月 | £                  | ARM3 プロセッサ、RISC iX ネットワーク・ワークステーション                      |
| Acorn R260             | 8 MB              | 100 MB SCSI                                     | 1990年7月 | £                  | ARM3 プロセッサ、RISC iX ワークステーション                                    |
| Acorn A5000            | 1 MB または 4 MB  | 0 MB から 160 MB IDE                            | 1991年9月 | £999 または £1499  | ARM3 プロセッサ、各種派生機種がある。                                          |
| Acorn A4               | 2 MB または 4 MB  | 0 MB または 60 MB IDE (2.5")                    | 1992年6月 | £1399 または £1699 | ノート型。ARM3 を 24MHz で駆動（通常より1MHz低い）。640×480のグレイスケールLCD |
| Acorn A3010            | 1 MB              | -                                               | 1992年9月 | £499               | ARM250 プロセッサ                                                              |
| Acorn A3020            | 2 MB              | 0 MB - 80 MB IDE (2.5")                         | 1992年9月 | £799               | ARM250 プロセッサ                                                              |
| Acorn A4000            | 2 MB              | 0 MB - 210 MB IDE                               | 1992年9月 | £999               | ARM250 プロセッサ                                                              |

開発されたが発売されなかった機種として、以下のものがある。
- A500 - 4MB RAM、ST506 インタフェース、Archimedes 開発用マシン
- A680 と M4 - 8 MB RAM、SCSI インタフェースがマザーボード上にある。RISC iX 開発用マシン

## 影響
1980年代末から1990年代初めにかけて、Archimedes は最も高性能なホビーパソコンの1つであった。当時 Amiga や Atari ST で採用していた MC68000 よりずっと高性能なCPUを搭載していた。ベンチマークによると、8MHz の MC68000 は約1MIPSだったが、8MHz の ARM2 は 4.5から4.8MIPSであった。
Archimedes はイギリス、アイルランド、オーストリアでの教育市場で高いシェアを占めた。イギリスでの教育分野での成功は、BBC Micro の後継であったためと、スーパーマーケットのチェーンであるテスコがエイコーンと共同で学校へのコンピュータ導入を推進したためである。しかし、教育分野以外ではニッチ市場以外ほとんど成功せず、全体としてみればマイナーなコンピュータであった。Archimedes が採用されたニッチ市場としては、ラジオ局、医療関係、鉄道駅管理、音楽制作などがあった。Archimedes が学校でよく採用された背景には、Amiga や Atari ST では児童がゲームソフトを持ちこんで遊ぶ懸念があったためとも言われている。
1990年代初め、イギリスの教育市場も Archimedes から他に移行していった。Macintosh や PC/AT互換機 が高性能化し、Archimedes の市場を侵食していったのである。テスコもエイコーン以外のコンピュータ業者とも提携するようになり、そのことも Archimedes のシェア低下の一因となった。